# 2003년 현대 유니콘스 시즌
2003년 현대 유니콘스 시즌은 현대 유니콘스가 KBO 리그에 참가한 8번째 시즌으로, 삼미 슈퍼스타즈, 청보 핀토스, 태평양 돌핀스 시절까지 합하면 22번째 시즌이다. 김재박 감독이 팀을 이끈 8번째 시즌으로, 팀은 정규 시즌 1위에 올랐다. 이후 한국시리즈에서 SK 와이번스를 4승 3패로 꺾고 창단 3번째 통합 우승을 달성했다.

## 타이틀
- KBO 골든글러브: 정민태 (투수), 김동수 (포수), 심정수 (외야수)
- KBO 신인상: 이동학
- 한국시리즈 MVP: 정민태
- 매직글러브: 박진만 (유격수), 심정수 (우익수)
- 일구상 야수 신인상: 이택근
- 스포츠서울 올해의 투수상: 정민태
- 제일화재 프로야구대상 최고투수상: 정민태
- 스타뉴스 선정 레전드 올스타: 심정수 (우익수)
- WAR: 심정수 (8.98) -> 구단 역대 타자 1위
- 올스타 선정: 정성훈 (3루수)
- 올스타전 추천선수: 정민태, 바워스, 심정수
- 컴투스프로야구2013 레전드 카드: 김동수, 이숭용, 심정수
- 컴투스프로야구 00년대 올스타: 심정수 (좌익수)
- 공격 WAR: 심정수 (10.55) -> 구단 역대 1위
- 출장(타자): 심정수, 이숭용 (133) -> 구단 역대 1위
- 3루타: 전준호 (6)
- 볼넷: 심정수 (124) -> 구단 역대 1위
- 사구: 박종호 (18)
- 고의4구: 심정수 (17)
- 출루율: 심정수 (0.478) -> 구단 역대 1위(규정타석 충족)
- 장타율: 심정수 (0.720) -> 구단 역대 1위(규정타석 충족)
- OPS: 심정수 (1.198) -> 구단 역대 1위(규정타석 충족)
- wRC+: 심정수 (207.3) -> 구단 역대 1위(규정타석 충족)
- 다승: 정민태 (17)
- 선발승: 정민태 (17)
- 홀드: 이상열 (16)
- 평균자책점: 바워스 (3.01)
- 승률: 정민태 (0.895)
- BB/K: 심정수 (1.97)
- 추정득점: 심정수 (144.7)
- GPA: 심정수 (0.395)
- 도루 저지: 김동수 (51)

### 퓨처스리그
- 북부리그 완투: 김성태, 신동민 (1)
- 홀드: 김민범 (7)

## 선수단
- 선발투수 : 정민태, 바워스, 김수경, 전준호 (1975년), 마일영, 위재영, 임선동
- 구원투수 : 권준헌, 신철인, 이상열, 송신영, 조규제, 장민석, 신동민, 김성태
- 마무리투수 : 조용준, 이대환, 이동학, 황두성, 배힘찬
- 포수 : 김동수, 강귀태
- 1루수 : 이택근, 전근표, 강병식
- 2루수 : 박종호, 김일경
- 유격수 : 박진만
- 3루수 : 정성훈, 채종국, 서한규
- 좌익수 : 전준호 (1969년),  브룸바, 정수성
- 중견수 : 이숭용
- 우익수 : 심정수
- 지명타자 : 프랭클린, 김민우, 최익성, 황윤성, 조재호, 조승현

## 여담
- 정민태는 KBO 리그 사상 최초로 개막 선발 10연승을 달성했다. 이후 14연승까지 달성하여 이 부문 KBO 리그 역대 최다 기록을 보유하고 있다.
- 6월 20일에 프랭클린을 웨이버 공시했다. 이는 현대 유니콘스의 해체 이전 마지막 웨이버 공시였다.
- 심정수는 전반기 78볼넷으로 KBO 리그 단일 시즌 전반기 최다 기록을 세웠다.
- 심정수는 공격 WAR 10.55로 KBO 리그 역대 단일 시즌 최고 공격 WAR을 기록했으며, 601타석, 142타점, 110득점, 53홈런, 331루타, 장타 70개, 89순수타점, 순출루율 0.143, 순장타율 0.385로 구단 사상 단일 시즌 최다 타석, 타점, 득점, 홈런, 루타, 장타, 순수타점, 순출루율(규정타석 충족), 순장타율(규정타석 충족)을 기록했다.
- 이숭용은 511타수로 구단 사상 단일 시즌 최다 타수 기록을 세웠다.
- 정성훈은 병살타 20개를 쳐 구단 사상 단일 시즌 최다 병살타 기록을 세웠다.
- 김수경은 폭투 12회로 구단 사상 단일 시즌 최다 폭투 기록을 세웠다.
- 박종호는 총 447개의 인플레이 타구를 만들어내 구단 사상 단일 시즌 최다 기록을 세웠다.
- 박진만은 구단 사상 단일 시즌 수비 범위 관련 득점 기여 최저 기록(-5.89)을 세웠다.
- 이 시즌에 전준호 (1969년)는 구단 소속으로 통산 3000타석을 달성했다. 이후 구단 해체 때까지 해당 기록 달성자가 나오지 않아 전준호는 이 기록의 마지막 주인공이 되었다.
- 정민태는 KBO 포스트시즌 사상 최초로 통산 10승 투수가 되었다.